# Rexea antefurcata
Rexea antefurcata és una espècie de peix pertanyent a la família dels gempílids.

## Descripció
- Pot arribar a fer 72,5 cm de llargària màxima.
- És de color grisenc o marronós amb tints metàl·lics. Aletes negroses o grises.
- Cos nus, llevat d'unes poques escates al llarg de la part posterior de la línia lateral superior.
- 19-20 espines i 15-17 radis tous a l'aleta dorsal i 2 espines i 12-14 radis tous a l'anal.
- 34 vèrtebres.[5][6]

## Reproducció
Assoleix la maduresa sexual en arribar als 25 cm de longitud.

## Alimentació
Menja peixos (Maurolicus, mictòfids, anguiles, macrúrids, caràngids, Emmelichthyidae, etc.), gambes i calamars.

## Hàbitat
És un peix marí i bentopelàgic que viu entre 80 i 800 m de fondària i entre les latituds 13°S-40°S i 150°E-83°W.

## Distribució geogràfica
Es troba al Pacífic: Austràlia, Xile (incloent-hi l'illa de Pasqua), Fiji, Nova Caledònia i Nova Zelanda.

## Observacions
És inofensiu per als humans.